# Geaya tezonapa
Geaya tezonapa is een hooiwagen uit de familie Sclerosomatidae.